# کارلوس بلو
کارلوس بـِلو (اسپانیایی: Carlos Velo‎؛ ۱۵ نوامبر ۱۹۰۹ – ۲۱ سپتامبر ۱۹۹۶) یک کارگردان فیلم، تهیه‌کننده فیلم، و فیلم‌نامه‌نویس اهل اسپانیا بود.
از فیلم‌های او می‌توان به پدرو پارامو (۱۹۶۷) اشاره کرد. یکی از فیلم‌های او در سال ۱۹۵۶ نامزد جایزه اسکار بهترین فیلم مستند شد.